# Elezioni generali in Nuova Zelanda del 2005
Le elezioni generali in Nuova Zelanda del 2005 si tennero il 17 settembre per il rinnovo della Camera dei rappresentanti. In seguito all'esito elettorale, Helen Clark, espressione del Partito Laburista, fu confermata alla carica di Primo ministro.

## Risultati
| Liste                                      | Nazionale | Nazionale | Nazionale | Circoscrizionale | Circoscrizionale | Circoscrizionale | Totale seggi |
| Liste                                      | Voti      | %         | Seggi     | Voti             | %                | Seggi            | Totale seggi |
| ------------------------------------------ | --------- | --------- | --------- | ---------------- | ---------------- | ---------------- | ------------ |
| Partito Laburista della Nuova Zelanda      | 935 319   | 41,10     | 19        | 902 072          | 40,35            | 31               | 50           |
| Partito Nazionale della Nuova Zelanda      | 889 813   | 39,10     | 17        | 902 874          | 40,38            | 31               | 48           |
| New Zealand First                          | 130 115   | 5,72      | 7         | 78 117           | 3,49             | -                | 7            |
| Partito Verde della Nuova Zelanda          | 120 521   | 5,30      | 6         | 92 164           | 4,12             | -                | 6            |
| United Future New Zealand                  | 60 860    | 2,67      | 2         | 63 486           | 2,84             | 1                | 3            |
| Partito Maori                              | 48 263    | 2,12      | -         | 75 076           | 3,36             | 4                | 4            |
| ACT New Zealand                            | 34 469    | 1,51      | 1         | 44 071           | 1,97             | 1                | 2            |
| Partito Progressista                       | 26 441    | 1,16      | -         | 36 638           | 1,64             | 1                | 1            |
| Destiny New Zealand                        | 14 210    | 0,62      | -         | 17 608           | 0,79             | -                | -            |
| Aotearoa Legalise Cannabis Party           | 5 748     | 0,25      | -         | 2 601            | 0,12             | -                | -            |
| Christian Heritage Party of New Zealand    | 2 821     | 0,12      | -         | 1 296            | 0,06             | -                | -            |
| Alleanza                                   | 1 641     | 0,07      | -         | 1 901            | 0,09             | -                | -            |
| New Zealand Family Rights Protection Party | 1 178     | 0,05      | -         | 1 045            | 0,05             | -                | -            |
| Altri <0,05%                               | 4 230     | 0,19      | -         | 16 920           | 0,76             | -                | -            |
| Totale                                     | 2 275 629 | 100       | 52        | 2 235 869        | 100              | 69               | 122          |